# Mexentypesa
Mexentypesa là một chi nhện trong họ Nemesiidae.
Mexentypesa được miêu tả năm 1987 bởi Raven.

## Các loài
Mexentypesa có các loài sau:
- Mexentypesa chiapas Raven, 1987